# Os articular
L'os articular és un os del maxil·lar inferior de la majoria de tetràpodes, incloent-hi els amfibis, sauròpsids, ocells i sinàpsids primitius. En aquests animals, l'os articular està connectat amb dos altres ossos del maxil·lar inferior, el suprangular i l'angular; també s'articula amb l'os quadrat per formar l'articulació mandibular.
En els mamífers, el quadrat i l'articular han migrat a l'orella mitjana i se'ls coneix com a martell i enclusa. De fet, els paleontòlegs consideren aquesta modificació com a característica definitòria dels mamífers.